# Leptopelis mackayi
Espèce
Statut de conservation UICN

 DD  : Données insuffisantes
Leptopelis mackayi est une espèce d'amphibiens de la famille des Arthroleptidae.

## Répartition
Cette espèce se rencontre :
- en République démocratique du Congo  dans la province orientale ;
- au Kenya dans le district de Kakamega dans la province occidentale.

Sa présence est incertaine en Ouganda.

## Étymologie
Cette espèce est nommée en l'honneur d'Alex Duff-MacKay (1939–2003).

## Publication originale
- Köhler, Bwong, Schick, Veith & Lötters, 2006 : A new species of arboreal Leptopelis (Anura: Arthroleptidae) from the forests of western Kenya. Herpetological Journal, vol. 16, no 2, p. 183-189.